# David Regis
David Regis (n. La Trinité, Martinica, el 2 de diciembre de 1968) es un ex futbolista franco-estadounidense que jugó para los Estados Unidos en la Copa Mundial de Fútbol de 1998 y fue parte del equipo en el Mundial del 2002, aunque nunca entró a jugar un partido en este último torneo.

## Trayectoria
| Período     | Club                                     | Partidos (goles) |
| ----------- | ---------------------------------------- | ---------------- |
| 1988-1993   | Valenciennes Football Club               | ? (?)            |
| 1993-1996   | Racing Club de Strasbourg                | ? (?)            |
| 1996-1997   | Racing Club de Lens                      | ? (?)            |
| 1997-1998   | Karlsruher SC                            | 30 (5)           |
| 1998-2002   | Football Club de Metz                    | ? (?)            |
| 2002-2005   | Espérance Sportive Troyes Aube Champagne | ? (?)            |
| 2005 - 2008 | FC Bleid                                 | ? (?)            |

| Período   | Selección      |
| --------- | -------------- |
| 1998-2002 | Estados Unidos |

- Datos: Q741805